# کنستانس سیسیل
کنستانس سیسیل (انگلیسی: Constance of Sicily, Queen of Aragon؛ ۱۲۴۹ – ۹ آوریل ۱۳۰۲ (سن ۵۲ یا ۵۳)) ملکه اهل اسپانیا بود. وی ملکه آراگون و همسر پیتر سوم آراگون بود.